# FC Hilversum in het seizoen 1959/60
Het seizoen 1959/1960 was het vijfde jaar in het bestaan van de Hilversumse betaaldvoetbalclub Hilversum. De club kwam uit in de Tweede divisie B en eindigde daarin op de negende plaats.

## Wedstrijdstatistieken

### Tweede divisie B
|       | Be Quick | Enschedese Boys | Heerenveen | Oldenzaal | PEC   | Rheden | Tubantia | Velocitas | Velox | Zeist | Zwartemeer | Zwolsche Boys |
| ----- | -------- | --------------- | ---------- | --------- | ----- | ------ | -------- | --------- | ----- | ----- | ---------- | ------------- |
| Thuis | 0 – 0    | 0 – 1           | 1 – 1      | 0 – 0     | 3 – 0 | 1 – 1  | 1 – 1    | 1 – 0     | 0 – 2 | 1 – 1 | 3 – 1      | 3 – 1         |
| Uit   | 2 – 3    | 1 – 1           | 0 – 1      | 4 – 1     | 1 – 0 | 0 – 0  | 6 – 2    | 4 – 1     | 1 – 1 | 2 – 1 | 1 – 1      | 2 – 0         |

## Statistieken Hilversum 1959/1960

### Eindstand Hilversum in de Nederlandse Tweede divisie B 1959 / 1960
| Stand | Gespeeld | Gewonnen | Gelijk | Verloren | Punten | Doelpunten voor | Doelpunten tegen |
| ----- | -------- | -------- | ------ | -------- | ------ | --------------- | ---------------- |
| 9e    | 24       | 6        | 10     | 8        | 22     | 26              | 33               |

### Topscorers
| Competitie \| # \| Naam \| \| \| ------ \| ------------------ \| -- \| \| 1. \| Evert Pluim \| 7 \| \| 2. \| Jozef Siahaya \| 6 \| \| 3. \| Heinz Kraneveldt \| 3 \| \| 3. \| Chris Lefering \| 3 \| \| 3. \| Henk van der Voort \| 3 \| \| 6. \| Hans Akkerman \| 2 \| \| 6. \| Gerard Hogenbirk \| 2 \| \| Totaal \| Totaal \| 26 \| |                    |      |
| # | Naam               | Goal |
| 1. | Evert Pluim        | 7    |
| 2. | Jozef Siahaya      | 6    |
| 3. | Heinz Kraneveldt   | 3    |
| 3. | Chris Lefering     | 3    |
| 3. | Henk van der Voort | 3    |
| 6. | Hans Akkerman      | 2    |
| 6. | Gerard Hogenbirk   | 2    |
| Totaal | Totaal             | 26   |